# Amt Büchen
Das Amt Büchen ist ein Amt im Kreis Herzogtum Lauenburg in Schleswig-Holstein. Die Amtsgeschäfte werden von der Gemeinde Büchen geführt.

## Amtsangehörige Gemeinden
| 1. Besenthal 2. Bröthen 3. Büchen 4. Fitzen 5. Göttin | 1. Gudow 2. Güster 3. Klein Pampau 4. Langenlehsten 5. Müssen | 1. Roseburg 2. Schulendorf 3. Siebeneichen 4. Tramm 5. Witzeeze |

## Geschichte
Das Amt Büchen umfasste bis zum 31. Dezember 2006 zehn Gemeinden. Nach der Auflösung des Amtes Gudow-Sterley traten am 1. Januar 2007 die Gemeinden Besenthal, Göttin, Gudow und Langenlehsten dem Amt bei. Seit dem 1. April 2007 gehört auch die Gemeinde Tramm dem Amt Büchen an.

## Wappen
Blasonierung: „In Grün ein roter Schild, darin ein silberner Pferdekopf, mit einem natürlich gewachsenen goldenen Bord, der außen mit zehn goldenen Buchenblättern besteckt ist.“
Die den silbernen Pferdekopf umgebenden goldenen Buchenblätter symbolisieren die Vielzahl der ursprünglichen amtsangehörigen Gemeinden.